# العنف على مهنيي الرعاية الصحية حسب الدولة
يحدث العنف على الرعاية الصحية المهنية في عدة أشكال منها العنف الجسدي، والاعتداء اللفظي والإيماءات العدوانية والابتزاز والتنمر الإلكتروني. لُوحِظ وقوع أعمال عنف على الأطباء في الولايات المتحدة وأستراليا والهند والصين وباكستان ونيبال وسريلانكا وغيرها.

## أستراليا
أظهرت دراسة في عام 2019، أنه في السنوات الثلاث الماضية، كانت هناك زيادة بنسبة 48٪ في الاعتداءات على الممرضات في كوينزلاند. زادت الاعتداءات على الممرضات في نيو ساوث ويلز بنسبة 44٪ خلال الفترة نفسها.

## الهند
أفادت الجمعية الطبية الهندية بأن 75٪ من الأطباء يواجهون الإساءة اللفظية أو الجسدية في المستشفيات وأن الخوف من العنف هو السبب الأكثر شيوعًا للتوتر لدى 43٪ من الأطباء. أُبلِغَ عن أكبر عدد من العنف في وحدة رعاية الطوارئ وقد بدأت 70٪ من حالات العنف من قبل أقارب المريض. تزايدت حالات جرائم العنف المبلّغ عنها ضد الأطباء في الهند من عام 2006 إلى عام 2017، مع أعلى معدل عنف يحدث في دلهي، ولاية ماهاراشترا، وأوتار براديش.
العوامل المنسوبة للعنف على الأطباء هي: عدم وجود تدريب بعد التخرج في طب الطوارئ في الهند، ساعات العمل الطويلة والتي قد تصل إلى 120 ساعة في الأسبوع للأطباء، تشويه صورة الأطباء في وسائل الإعلام والأفلام، رداءة البنية التحتية لوحدة رعاية الطوارئ، ضعف آلية معالجة المظالم، نتائج الإجراءات القانونية المتأخرة، شبكة طوارئ ضعيفة بين المستشفيات، مهارات التواصل الضعيفة للعاملين في مجال الرعاية الصحية، ضعف الموارد في حالات الطوارئ (أدوية أقل، خدمات أقل للتحقيقات)، الأعداد الكبيرة من المرضى، نقص التدريب المناسب لموظفي الرعاية الصحية، زيادة عبء العمل، التدخل السياسي المفرط في شؤون المستشفيات.
فضلاً عن ذلك، التوقعات العالية من العامة وتصوّرهم بأن جميع الخدمات يجب أن تكون متاحة مجانًا يضاف إلى المشكلة، كذلك وصول العامة غير المقيد إلى جميع المناطق في المستشفيات الحكومية، مقروناً بانعدام الأمن. تزيد تدريبات المراقبة ومنع الغوغاء من مخاطر العنف. تناقص المسؤولية المدنية التي يبديها الجمهور والصورة السلبية للأطباء في وسائل الإعلام تعد أيضًا من العوامل التي تؤدي إلى العنف على الأطباء. كان عنف المرضى في قسم الطب النفسي موجهاً إلى الممرضات أكثر من الأطباء وإلى النساء أكثر من الرجال.
في مستشفى الرعاية الثالثية في دلهي، أفاد 40٪ من الأطباء بأنهم تعرضوا للعنف في العام الماضي. كانت وحدة خدمات الطوارئ هي أكثر أماكن العنف شيوعًا والإساءة اللفظية هي أكثر أشكال العنف شيوعًا. الأعراض الأكثر شيوعًا التي عانى منها الأطباء الذين تعرضوا للعنف كانت الغضب، والإحباط، والتهيج. من بين الذين تعرضوا للعنف، أبلغ 44٪ فقط عن الحادثة للسلطات.
بسبب التقارير المتزايدة عن العنف على الأطباء، كان المصدر الرئيسي لتوتر الأطباء هو الخوف من العنف، يليه الخوف من المقاضاة. في الهند، 62٪ من الأطباء الذين أجابوا على استبيان أفادوا أنهم غير قادرين على رؤية مرضاهم دون أي خوف من العنف، و 57٪ قد فكروا في تعيين أفراد أمن في أماكن عملهم.

## الصين
في الصين، أظهر مسح 2019 الذي أجراه موقع دن شانغ يوان الإلكتروني لمتخصصي الرعاية الصحية، أن 85٪ من الأطباء تعرضوا للعنف في أماكن عملهم.
وجدت دراسة استقصائية أجريت في عام 2008 أن 80٪ من المتخصصين في الرعاية الصحية اتفقوا على أن العلاقة بين الطبيب والمريض كانت سيئة أو سيئة للغاية.
وجد في مسح 2014 أجرته جمعية الأطباء الصينية (CMDA) أن 60٪ من المهنيين الطبيين الذين شملهم الاستطلاع قد واجهوا الإساءة اللفظية من المرضى وأقاربهم وأن 13٪ من المهنيين تعرضوا للاعتداء الجسدي والأذى.

## الولايات المتحدة الأمريكية
وفقًا لمكتب إحصاءات العمل، كان معدل الأذى المتعمد لموظفي المستشفيات الخاصة أعلى بخمس مرات من المعدل الوطني لجميع الصناعات الخاصة الأخرى.
أظهر مسح 2018 الذي أجرته الكلية الأمريكية لأطباء الطوارئ أنه من بين أكثر من 3500 طبيب من أقسام الطوارئ تعرض 47٪ منهم للاعتداء. 97% من المرات كان المعتدي مريضًا.

## تدابير للحد من العنف
في السنوات العشر الماضية، أقرت حكومة 19 ولاية في الهند قوانين لحماية الأطباء. ومع ذلك، لا يمكن تطبيق القانون بشكل فعال بسبب مقاومة الإدارة. تشمل بعض الاقتراحات للحد من العنف على موظفي الرعاية الصحية: وضع أفراد أمن عند مدخل المستشفى، مصادرة الأسلحة قبل دخول المستشفى، التسجيل الإلزامي لجميع الزوار في الاستعلامات، حصر عدد المتفرجين الموجودين على اثنين لكل مريض، عرض القوانين المتعلقة بعقوبة الاعتداء على العاملين في الرعاية الصحية على جدران المستشفيات، وضع بروتوكول الطوارئ وخطة الإخلاء في حالة وقوع أعمال عنف كبيرة. من المحتمل أيضًا لتدريب موظفي الرعاية الصحية على مهارات التواصل وتقديم خدمات المستشارين للدعم العاطفي أن تقلل من العنف.
في ديسمبر 2019 في الصين، أقر أن أولئك «الذين يزعجون البيئة الطبية، أو يضرون بسلامة العاملين في المجال الطبي وكرامتهم» يخضعون لعقوبات إدارية مثل الحبس أو الغرامة بموجب قانون جديد ساري المفعول اعتبارًا من 1 يونيو 2020.